# Johann Christian Feige der Jüngere
Johann Christian Feige der Jüngere (* 1720 in Dresden; † 26. Oktober 1788 ebenda) war ein deutscher Bildhauer in Sachsen.

## Leben
Geboren und aufgewachsen in Dresden, begann Christian Feige der Jüngere als ältester Sohn seine bildhauerische Ausbildung bei seinem Vater, Johann Christian Feige der Ältere. Vornehmlich am Altar der Dresdner Frauenkirche half und arbeitete er bereits in jungen Jahren bei seinem Vater. Später zog es ihn nach Leipzig, wo er bei dem Bildhauer, Stuckateur und Elfenbeinschnitzer Georg Franz Ebenhecht studierte. Anschließend kehrte er im Jahr 1750 nach Dresden zurück und arbeitete in der väterlichen Werkstatt, die er nach dessen Tod im Jahre 1751 übernahm. Bedingt durch den Siebenjährigen Krieg (1756 bis 1763) und die wirtschaftlich schlechten Jahre blieben Großaufträge aus. So fertigte er aufwendige Grabdenkmale in und um Dresden an.

## Werke (Auswahl)

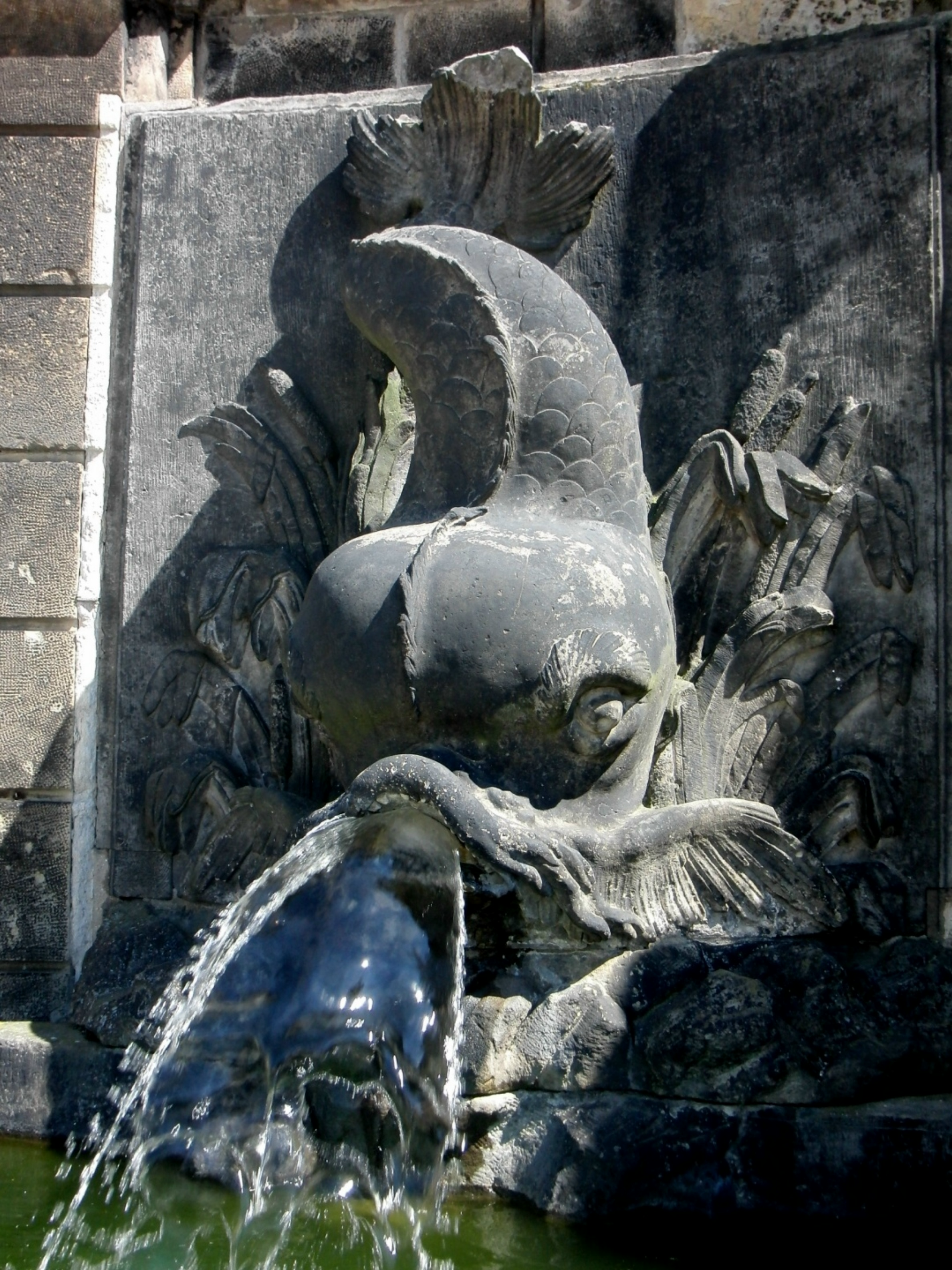
Delphinbrunnen im Barockgarten

- 1766: plastische Ausschmückung des Schlosses Stösitz bei Oschatz
- 1781: zwei Delphinbrunnen am Landhaus Dresden, jetzt in Großsedlitz[2]
- 1783–88: Mitarbeit bei der Zwingerrestaurierung in Dresden
- künstlerische Mitarbeit am Landhaus und am Neubau der Kreuzkirche in Dresden